# エクスプローラーウーマン・レイ
『エクスプローラーウーマン・レイ』 (EXPLORER WOMAN RAY) は、岡崎武士による漫画。および、それを原作としたOVA。

## 概要
元々はAICによる15禁辺りのアニメ企画募集に対して岡崎が提出したものが採用されたという格好であり、アニメ企画が原点の漫画である。学習研究社の『月刊コミックNORA』で連載されたが、OVAの先行企画とは公表されず、OVAについても「コミックのアニメ化」とされていた。

## ストーリー
考古学教授にして冒険家の杵築麗奈は、同じく冒険家であった祖父の杵築太平洋の残した日記に残された謎を追い、世界中の遺跡を駆け巡る。

## 登場人物
杵築 麗奈（きづき れいな：レイ）
声 - 土井美加
普段は日本にある大学で教鞭を執る考古学教授であるが、6年前に消息を絶った祖父の残した日記に書かれた遺跡を巡り、その謎を追う。
橘 舞（たちばな まい）
声 - 伊藤美紀
双子の姉でレイの生徒にして冒険の助手。肉体派。
橘 真魅（たちばな まみ）
声 - 高山みなみ
双子の妹でレイの生徒にして冒険の助手。機械開発担当。
リグ・ヴェーダ
声 - 堀勝之祐
貿易会社『FLCL』の非合法遺跡部門の『チープ・ヘッド』指揮官。非合法であるがゆえに偽名を名乗っており、本名はロバート・A・ランバート。太平洋の弟子。
ヘッドリーダー
声 - 玄田哲章
『チープ・ヘッド』の現場リーダー。結構お調子者。
ジョンソン
声 - 小関一
リグ・ヴェーダが個人的に雇ったメンバー。
イリアス
麗奈の妨害により成果が上げられないリグ・ヴェーダに代わり、『チープ・ヘッド』指揮官となった女性。
杵築 太平洋（きづき ひろし）
麗奈の祖父にしてリグ・ヴェーダの師匠。自分が確認した遺跡に「太」の刻印を彫るなど、考古学者としては問題のある行動を取る人物。本人曰く「わしは冒険家じゃからいーの!!」。

## コミックス
ノーラコミックス
- 第1巻 1988年12月刊行　ISBN 4-0510-3389-9　出版社:学習研究社
- 第2巻 1989年11月刊行　ISBN 4-0510-3400-3　出版社:学研プラス
- 新装版第1巻 1997年4月刊行　ISBN 4-0510-3389-9　出版社:学研プラス
- 新装版第1巻 1997年4月刊行　ISBN 4-0510-3400-3　出版社:学研プラス

スーパーノーラコミックス
- 1997年7月刊行　ISBN 4-0560-1726-3　出版社:学研プラス

## OVA
エクスプローラーウーマンレイVol.1「麗、登場!」
1989年5月26日発売　Beta・VTS-A135BH　VHS・VTS-A135VH　発売元・東芝映像ソフト
エクスプローラーウーマンレイVol.2「死闘!過去との決別!!」
1989年6月23日発売　Beta・VTS-A136BH　VHS・VTS-A136VH　発売元・東芝映像ソフト

### スタッフ
- 原作 - 岡崎武士
- 脚本 - 関島眞頼
- キャラクターデザイン - 越智博之
- ストーリーボード - 長谷川康雄（1）、本谷利明（1）、林宏樹（2）
- 演出 - 林宏樹（1）、佐藤真人（2）、岡本晴久（2）
- 総作画監督 - 越智博之（1）
- 作画監督 - 奥田淳（1）、上條修（1）、北島信幸（1）、田中正弘（1）、梶島正樹（1）、堀内博之（1）、宍戸久美子（2）、新井豊（2）、菊地城二（2）
- 美術監督 - 東潤一
- 色彩設定 - 大月結里枝
- 撮影監督 - 小西一廣（1）、高橋明彦（2）
- 編集 - 西出栄子
- 音楽 - 山中紀昌
- 音響監督 - 藤山房伸
- 制作プロデューサー - 三浦亨
- プロデューサー - 猪股一彦、垣田律子、加藤長輝
- 制作 - アニメイトフィルム、AIC
- 製作 - 東芝映像ソフト

### テーマ曲
「LIGHTS OF LOVE」
作詞 - 彩木沓 / 作曲・編曲 - 山中紀昌 / 歌 - 佐藤環